# Mormont (Nassogne)
Mormont is een gehucht in de deelgemeente Masbourg van Nassogne in de Belgische provincie Luxemburg.
Deelgemeenten: Ambly · Bande · Forrières · Grune · Harsin · Lesterny · Masbourg · Nassogne

Overige dorpen: Charneux · Chavanne · Mormont

Belgische gemeenten · Arrondissement Marche-en-Famenne · Luxemburg · Wallonië